# Петавава
 Петава́ва (англ. Petawawa) — місто (164,68 км²) в провінції Онтаріо у Канаді. Місто розташоване недалеко річки Оттава (англ. Ottawa River).
Містечко налічує 14 651 мешканців (2006) (87,43 /км²).
Військова база (КФБ Петавава) недалеко від містечка Петевава.
45°54′0″ пн. ш. 77°17′0″ зх. д. / 45.90000° пн. ш. 77.28333° зх. д.